# Kengo Nakamura
Kengo Nakamura (Tòquio, Japó, 31 d'octubre de 1980) és un futbolista japonès que ha disputat 63 partits amb la selecció japonesa.